# Actinella actinophora
Actinella actinophora – gatunek ślimaka trzonkoocznego z rodziny Geomitridae.

## Występowanie
Madera (Portugalia), jak i inne gatunki tego rodzaju.
Jest to zwierzę lądowe.

## Status
W Czerwonej księdze gatunków zagrożonych IUCN Actinella actinophora jest klasyfikowany jako gatunek narażony na wyginięcie (VU, ang. Vulnerable).